# Tomasz Gliński
Tomasz Gliński (ur. 17 listopada 1973 w Warszawie) – polski reżyser, scenarzysta, montażysta i kompozytor. Absolwent Państwowej Wyższej Szkoły Filmowej, Telewizyjnej i Teatralnej im. Leona Schillera w Łodzi oraz Uniwersytetu Warszawskiego. Członek Stowarzyszenia Filmowców Polskich.
W 2015 roku otrzymał nagrodę polskiego przemysłu fonograficznego Fryderyka za najlepszy teledysk zrealizowany do utworu Meli Koteluk „Fastrygi”.

## Filmografia
| Tytuł                      | Rok  | Uwagi                                  | Źródło |
| -------------------------- | ---- | -------------------------------------- | ------ |
| „Drewniane oko Krzysztofa” | 1997 | scenariusz, reżyseria, muzyka          | [ 4 ]  |
| „Marzyć każdy może”        | 2002 | scenariusz, zdjęcia, reżyseria         | [ 4 ]  |
| „Szkoła Wajdy”             | 2006 | scenariusz, zdjęcia, reżyseria, muzyka | [ 4 ]  |

## Nagrody i wyróżnienia
| Rok  | Tytułem                                                                                              | Nagroda                                          | Nota | Źródło |
| ---- | --- | ------------------------------------------------ | ---- | ------ |
| 1997 | Główna Nagroda Jury – „Drewniane oko Krzysztofa”                                                     | Festiwal Filmów Studenckich w Monachium          | Laur | [ 4 ]  |
| 1998 | Wyróżnienie za „ciepły stosunek do bohatera w filmie dokumentalnym” – „Drewniane oko Krzysztofa”     | Międzynarodowy Festiwal Filmowy „Etiuda & Anima” | Laur | [ 4 ]  |
| 2003 | Złote Nożyczki (nagroda tygodnika „Przekrój” dla najbardziej dowcipnego filmu) – „Marzyć każdy może” | Krakowski Festiwal Filmowy                       | Laur | [ 5 ]  |
| 2003 | Nagroda Jury abonentów „Planete” dla reżysera najlepszego filmu polskiego – „Marzyć każdy może”      | Krakowski Festiwal Filmowy                       | Laur | [ 5 ]  |
| 2015 | Teledysk roku – Mela Koteluk – „Fastrygi”                                                            | Fryderyki 2015                                   | Laur | [ 3 ]  |